# Данилов, Иван Петрович
Иван Петрович Данилов (бел. Іван Пятровіч Данілаў) — советский и белорусский учёный в области гематологии и переливания крови, терапевт. Доктор медицинских наук (1979), профессор. Участник Великой Отечественной войны.

## Биография
Иван Петрович Данилов родился 27 сентября 1924 года в крестьянской семье деревни Лежитковичи Дрогичинского повета, Полесского воеводства (ныне — в Дрогичинском районе Брестской области). Посещал школу в городе Дрогичине. С отличием окончил 7 классов.
После начала войны — с 5 мая 1942 года Иван Данилов — связной партизанского отряда имени Шиша Пинского соединения. Позднее участвовал в операциях по взрыву эшелонов с живой силой и техникой врага, ликвидации гитлеровских гарнизонов. В июле 1944 года партизанский отряд Данилова объединился с регулярными частями Красной Армии. При освобождении города Молодечно он был тяжело ранен — было прострелено правое лёгкое. В течение следующих четырёх месяцев Данилов проходил лечение в нескольких больницах, в московском госпитале решил после войны приобрести профессию врача.
После демобилизации в 1946 году Иван Данилов поступил в Пинскую фельдшерско-акушерскую школу, а в 1949 году — в Минский медицинский институт. По его окончании в 1955 году специалиста направили в Гродненскую область, где он начал работать врачом Порозовской районной больницы, а позднее стал главным врачом Порозовского района.
С 1958 года Данилов — аспирант, а затем ассистент кафедры пропедевтики внутренних болезней Минского медицинского института. В 1961 году он окончил аспирантуру, а в 1962 году защитил кандидатскую диссертацию на тему «Влияние хронического тонзиллита на состояние сосудистой системы».
В 1964 году Иван Петрович был назначен директором Белорусского научно-исследовательского института гематологии и переливания крови. На этой должности работал над проблемой совершенствования методов стабилизации консервирования крови, предназначенной для массовых переливаний, много внимания уделял лечению апластической анемии и гемофилии. Данилов впервые в Советском Союзе применил лечебный плазмаферез при гемофилии.
В 1971 году Данилов защитил докторскую диссертацию на тему «Переливание крови, стабилизированной с помощью фосфатноцитратных целлюлозных сорбентов». В 1974 году прошёл по конкурсу на вакантную должность заведующего кафедрой внутренних болезней Минского мединститута. Здесь продолжил исследования по проблеме тромбофилии и реологии крови при инфаркте миокарда и хронических заболеваниях лёгких. В 1993 году Иван Петрович вернулся на работу в НИИ гематологии и переливания крови.

## Научная и общественная деятельность
Иван Петрович Данилов является автором свыше 400 научных печатных работ, среди которых 6 монографий и 14 изобретений. Подготовил 18 кандидатов и двух докторов медицинских наук. Издал брошюру «Гемофилия», в которой рассматриваются современные подходы к лечению профилактике заболевания.
Кроме медицинских книг, Иван Петрович автор восьми публицистических: «Размышления западного белоруса» (2009), «Записки западного белоруса» (2011), «История не из учебника» (2012), «Ненужная война» (2013) и др. В этих произведениях он делится воспоминаниями о Великой Отечественной войне, размышлениями о жизни и судьбах белорусов. 5 ноября 2009 года Данилов был принят в Союз белорусских писателей.
С 1968 года — Председатель Республиканского научного общества гематологов и трансфузиологов. С 1968 по 1971 годы — депутат районного Совета Минска.

## Участие в профессиональных сообществах
Академик Международной академии информационных процессов и технологий (1995).